# Steven Novella
Steven Paul Novella (Danbury, Connecticut, 29 de julio de 1964) es un médico neurólogo clínico estadounidense. Es más conocido por estar involucrado en el movimiento escéptico.

## Infancia y juventud
Su padre fue Joe Novella Sr. que era un constructor de casas a medida con una memoria casi fotográfica. Era un apasionado de la ciencia, la ciencia ficción y el debate de ideas. En casa se debatía a todas horas sobre avances científicos y películas como Star Trek y Star Wars. Joe Novella Sr. fue enormemente generoso y a menudo tenía alguna persona invitada en casa durante una temporada que llegó a los 8 meses. A todos los que entraban en su casa los hacía sentir como de la familia y ayudó a mucha gente con su tiempo y su dinero. A una persona le compró un coche para que pudiera ir a su trabajo. En este ambiente de debate de ideas, contacto con muchas personas diferentes, curiosidad intelectual y generosidad crecieron los hermanos Novella.
Formó parte del grupo musical aficionado Pandemonium en el que tocaba la batería.

## Carrera profesional
Licenciado en Ciencias Naturales por la Universidad Johns Hopkins; graduado en Fisiología Humana y Medicina en 1991 por la Universidad de Georgetown. Cursó el primer curso de residencia en medicina interna en el Georgetown University Hospital/Washington Hospital Center y completó en 1995 la residencia en neurología en el Yale-New Haven Hospital. Es fellow de la Yale School of Medicine.
Está especializado en desórdenes neuromusculares y en electrofisiología clínica.
Es director del Departamento de Neurología General y profesor asistente de neurología en la Escuela de Medicina de Yale.
En la Universidad de Yale pertenece a los grupos y organizaciones: 
- Hand and Microsurgery Program (Programa de la mano y microcirugía)
- Neurology: Botulinum Program (Neurología: Programa de la toxina botulínica)
- General Neurology (Neurología general)
- Neurophysiology (Neurofisiología)
- Office of Student Research (Oficina de investigación del estudiante)
- Yale Medical Group (Grupo médico de Yale)[3]

## Escepticismo

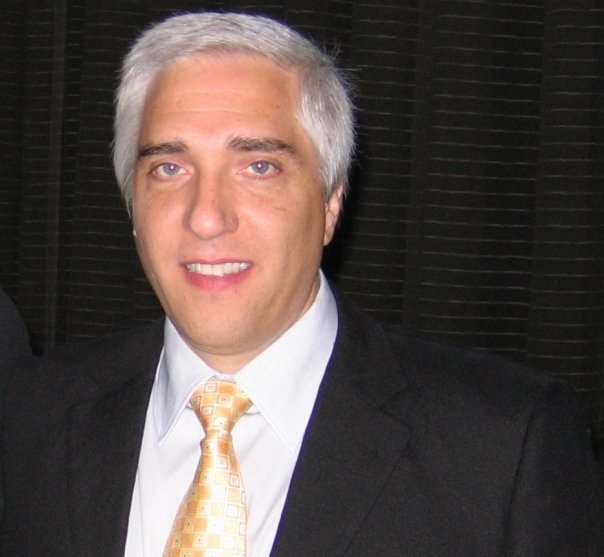
Steven Novella

### Primeras investigaciones paranormales
En los primeros años de la New England Skeptical Society, Novella participó en varias investigaciones de afirmaciones paranormales. A veces eran parte del proceso de criba para el One Million Dollar Paranormal Challenge ofrecido por la James Randi Educational Foundation.
Novella investigó declaraciones sobre tablas güija en las que comprobó que la pareja no podía hacerla funcionar cuando se les tapaban los ojos; afirmaciones sobre la habilidad para adivinar si salía cara o cruz al lanzar una moneda resultaron en errores de pensamiento lógico; un lector del pensamiento que acertó 0 preguntas de 20 y muchos zahoríes que experimentaban el efecto idiomotor.
También investigaron casas con fantasmas, la comunicación con los muertos y la grabación de voces de fantasmas conocida como el fenómeno de las voces electrónicas.

### Contribuciones al escepticismo
Novella es asesor médico de Quackwatch,
Es editor asociado de Scientific Review of Alternative Medicine,
Entre otras materias Novella ha publicado sobre la ineficacia de la homeopatía y sobre la negación del SIDA.
En 2009 fue el presidente del consejo cuando se fundó el Institute for Science in Medicine.
Impartió un curso para The Teaching Company titulado Medical Myths, Lies, and Half-Truths: What We Think We Know May Be Hurting Us. (Mitos médicos, mentiras y medias verdades: lo que pensamos que sabemos que puede dañarnos).
Escribe la columna mensual Weird Science para el New Haven Advocate, desde la que arremete contra pseudociencias tales como la homeopatía, la ufología, la astrología, la cerealogía o la parapsicología, la combustión humana espontánea, los timadores que venden la energía infinita del vacío o la iglesia de la cienciología; pero también contra los malos hábitos alimenticios y las paranoias conspiratorias de sus conciudadanos.
Novella ha participado en varios programas de televisión, como Penn & Teller: Bullshit!.
Novella fue uno de los primeros 200 en firmar la petición Project Steve, una parodia de la lista de los científicos que dudan de la evolución recopilada por los creacionistas.
En enero de 2010 Novella fue elegido como miembro del Committee for Skeptical Inquiry (Comité para la investigación escéptica)
Novella escribe el blog, Neurologica, your daily fix of neuroscience, skepticism and critical thinking (tu dosis diaria de la neurociencia, el escepticismo y el pensamiento crítico).
Es editor ejecutivo y escritor habitual en el blog Science-Based Medicine donde se dedica a criticar la acupuntura, la quiropráctica, la homeopatía, la medicina china, los tratamientos con hierbas, los suplementos de vitaminas y minerales, la naturopatía y los tratamientos milagrosos.
Es editor asociado en la Organización para la Revisión Científica de la Medicina Alternativa.
Es editor contribuyente  del Consejo Estadounidense sobre Ciencia y Salud.
Sus artículos son traducidos al castellano (con su autorización) por Astroseti.

### The Skeptics' Guide to the Universe

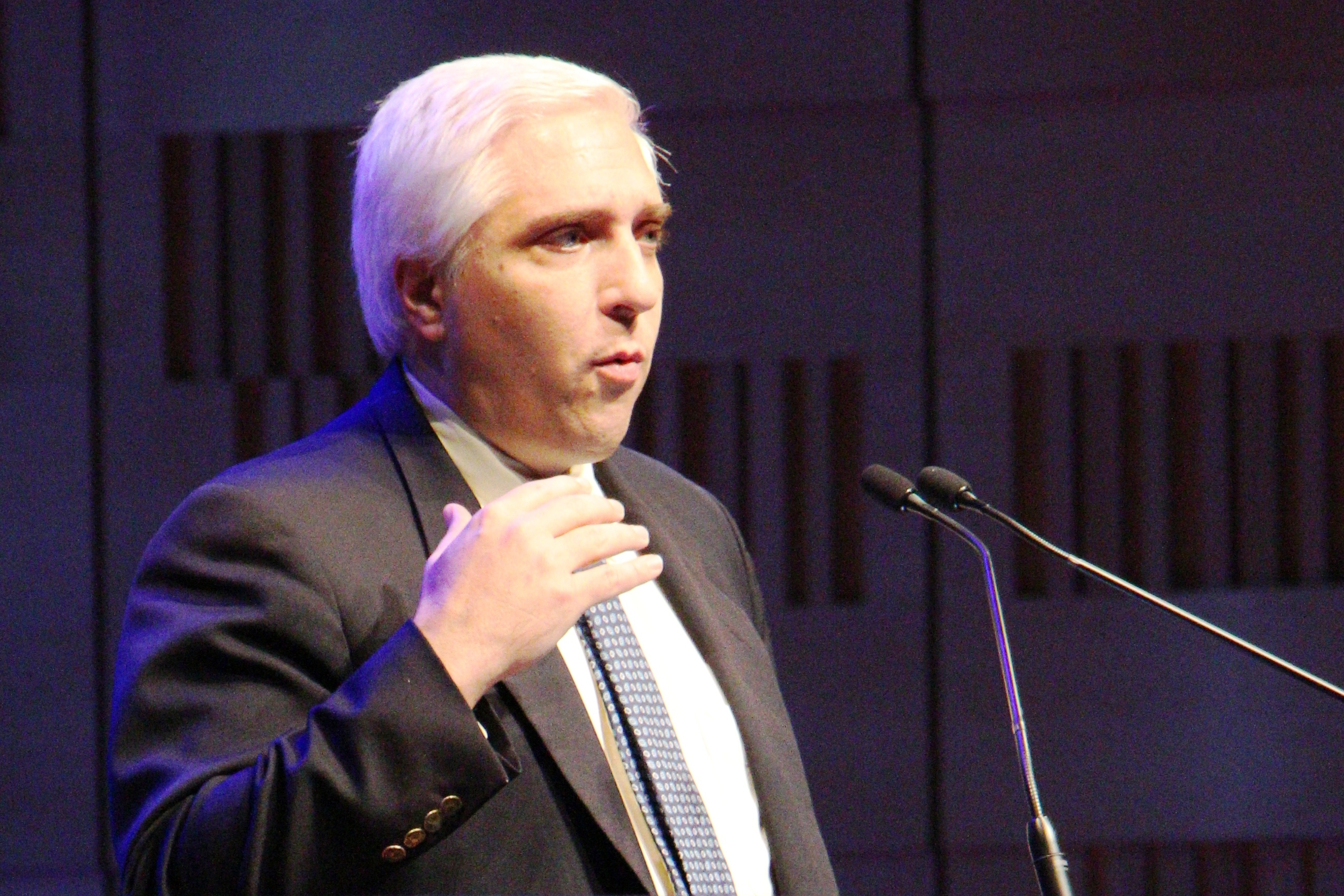
Steven Novella en 2014

Steven Novella es presidente y cofundador de la New England Skeptical Society (Sociedad Escéptica de Nueva Inglaterra) y es el director y editor del podcast The Skeptics' Guide to the Universe
 (Guía escéptica del universo), en el que participan Steven Novella, Robert Novella, Jay Novella y Evan Bernstein. Perry DeAngelis fue director ejecutivo y cofundador de la New England Skeptical Society y falleció el 19 de agosto de 2007.
El pódcast semanal comenzó el 4 de mayo de 2005 y pronto se convirtió en uno de los pódcast más descargados. 

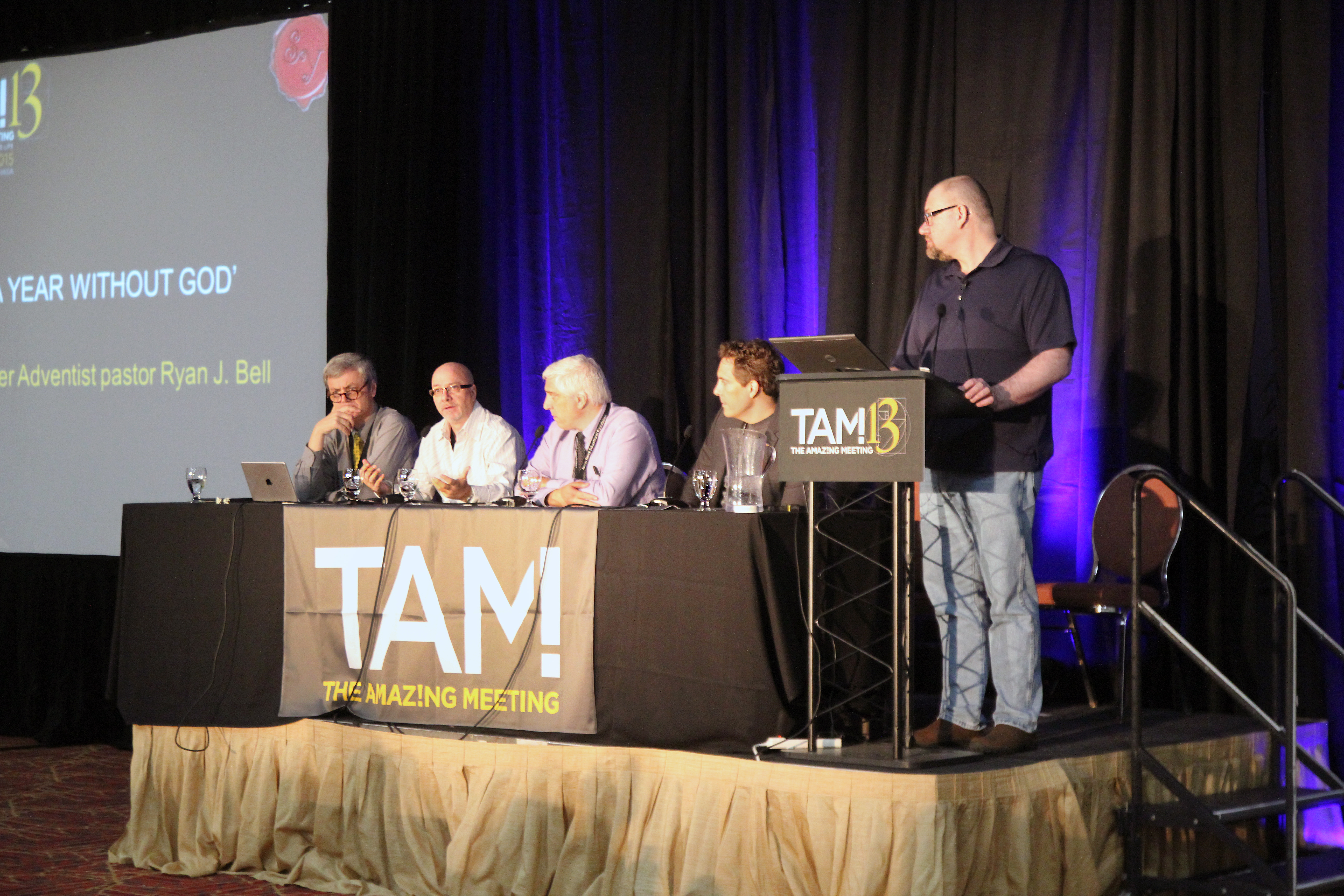
Novella (medio) en 2015, en el pódcast panel de TAM13. Su hermano Jay está sentado segundo desde la derecha.

En octubre de 2012 el pódcast The Skeptics' Guide to the Universe ocupaba los primeros puestos en la sección de pódcast más descargados de ciencia y medicina de iTunes.
En una entrevista para el pódcast Books and Ideas dijo:

‘I am ultimately responsible for the content and prepping it and I do all the post production which I know, as you know is a lot of work. So you know, it's a good 20, 30 hours a week that I put into putting out this podcast, it is almost like having a second job. And, you know, it’s a labor of love.

We deal primarily with controversial topics or topics on the fringe of science, although sometimes we do just straight up really interesting science news stories, whatever captures our interest. But we deal with the paranormal or conspiracy theories, or health fraud, consumer protection type of issues. And our goal is to give our listeners the tools to look at science in the news, science in society and have some way of navigating through all of the claims and all of the hype and basically have the tools to figure things out for themselves more than anything else.‘
‘Soy el responsable último del contenido y de su preparación. Hago toda la posproducción y lleva mucho trabajo. Son unas 20 o 30 horas a la semana que dedico al podcast. Es como tener un segundo trabajo. Es un trabajo de amor.

Principalmente tratamos de asuntos controvertidos en la frontera de la ciencia, aunque a veces hacemos noticias de ciencia realmente interesantes, cualquier cosa que llame nuestra atención. Tratamos lo paranormal, las teorías conspirativas, el fraude en la salud, la protección del consumidor y esos temas. Nuestro objetivo es proporcionar a nuestros oyentes las herramientas para mirar la ciencia en las noticias, la ciencia en la sociedad y tener la manera de navegar en todas las afirmaciones y exageraciones con unas herramientas básicas para comprender las cosas por ellos mismos más que otra cosa.’

### JREF

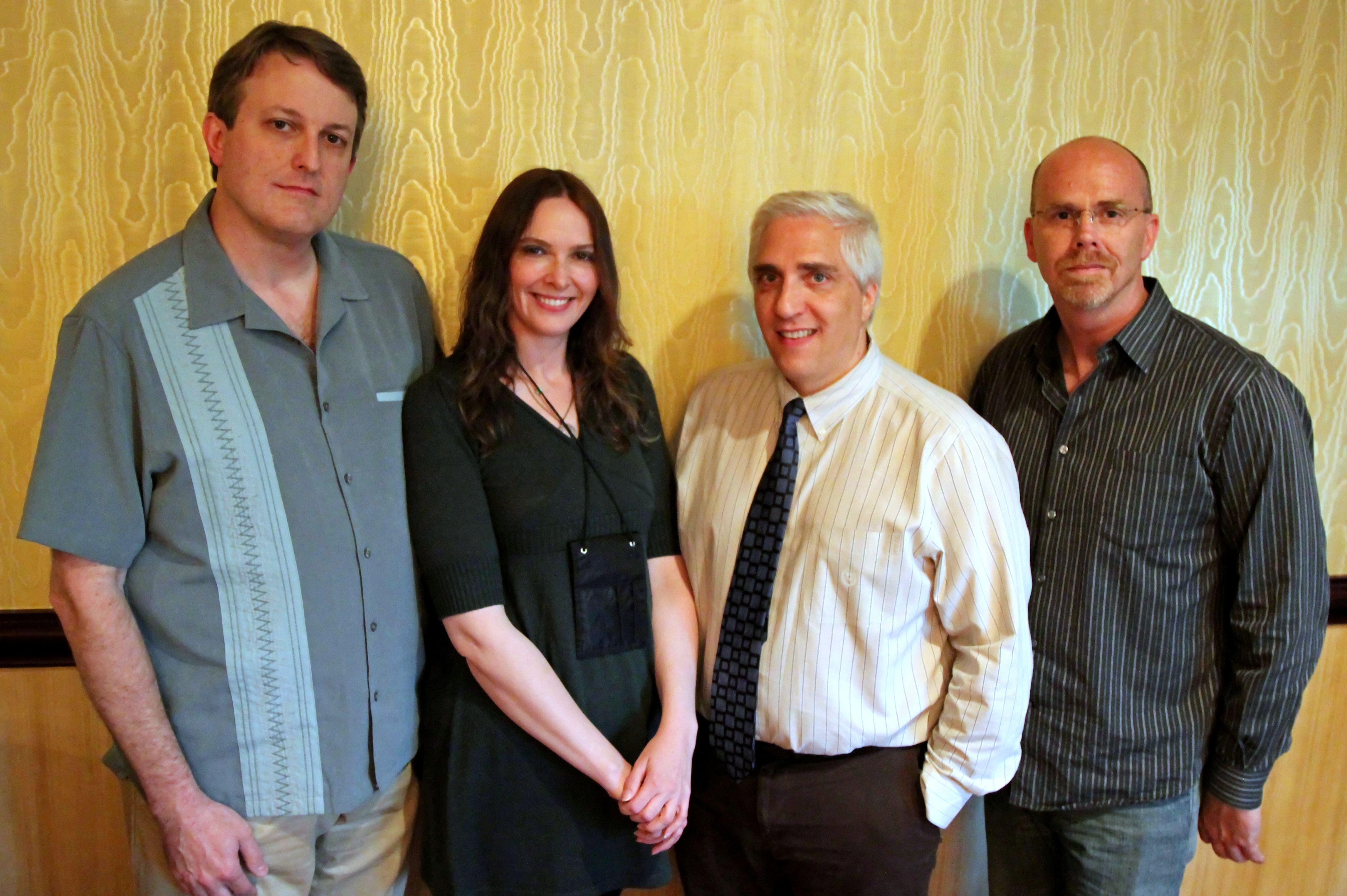
Los últimos miembros del JREF. Tim Farley, Karen Stollznow, Steven Novella y Ray Hall. Foto tomada en The Amaz!ng Meeting TAM9 from Outer Space el 16 de julio de 2011

Es miembro de JREF (James Randi Educational Foundation) que tiene como misiones la educación del público y de los medios de comunicación frente a los peligros de aceptar afirmaciones no probadas, y la de apoyar la investigación de supuestos fenómenos paranormales en condiciones experimentales controladas científicamente. La organización JREF ofrece un premio de un millón de dólares a quien pueda demostrar poseer alguna habilidad sobrenatural bajo condiciones científicas previamente acordadas. La JREF también mantiene un fondo económico para asistir a personas que sean atacadas como resultado de sus investigaciones y críticas sobre personas con reivindicaciones paranormales.

## Libros
Es editor de una serie de e-books que son compilaciones de los artículos que publicó en el blog Science-Based Medicine. Cada libro se centra en una materia: pensamiento crítico, hierbas, suplementos y nutrición, quiropráctica, vacunas, homeopatía, naturopatía, acupuntura, etc.

## Películas
Entre 2012 y 2015 participó como actor, productor ejecutivo y asistente de dirección en la serie de 5 cortometrajes OCC The Skeptical Caveman en la que se ilustra el pensamiento crítico frente al pensamiento mágico y las pseudociencias.
OCC The Skeptical Caveman Ep #0 "Pilot"  en YouTube.
OCC The Skeptical Caveman Ep #1 "Collision of Minds" en YouTube.
OCC The Skeptical Caveman Ep #2 "The Horgswallower" en YouTube.
OCC The Skeptical Caveman Ep #3 "A Lie By Any Other Name"  en YouTube.
OCC The Skeptical Caveman Ep #4 "Spark Of Truth" en YouTube.

## Pleitos
En mayo de 2013 Steven Novella escribió un artículo titulado Enbrel for Stroke and Alzheimer en el blog Science-Based Medicine criticando al Doctor Edward Tobinick por el uso que hacía de la droga Enbrel que fue aprobada por la FDA para el tratamiento de la artritis reumatoide severa. Novella escribió que la práctica del Doctor Tobinick consistía en administrar la droga para tratar ciática, Alzheimer, traumatismos cráneo-encefálicos y los déficits crónicos tras un ictus.
Novella afirmó que esos tratamientos, que Tobinick definía como revolucionarios, no habían pasado ningún ensayo doble ciego con placebo, y por tanto el uso de la droga etanercept no estaba soportado por la evidencia cĺínica adecuada para el tratamiento de esas dolencias.
Tobinick afirmaba que podía paliar los síntomas de esas enfermedades en cuestión de minutos. Usaba vídeos con testimonios anecdóticos con fuerte carga emocional para promocionar sus tratamientos. El Doctor Tobinick posee más de 18 patentes de técnicas médicas y cobra cantidades importantes por su enseñanza y por los royalties que le pagan los médicos que usan sus tratamientos. El uso de patentes de técnicas médicas está considerado no ético por organizaciones médicas como la AMA (American Medical Association):

‘Physicians have ethical responsibilities not only to learn from but also, when possible, to contribute to the total store of scientific knowledge. Physicians should strive to advance medical science and make their achievements known through publication or other means of disseminating such information. This encourages physicians to innovate and to share ensuing advances.
The use of patents, trade secrets, confidentiality agreements, or other means to limit the availability of medical procedures places significant limitation on the dissemination of medical knowledge, and is therefore unethical.‘
‘Los médicos tienen responsabilidades éticas no sólo de aprendizaje sino, cuando fuera posible, de contribuir al acervo común del conocimiento científico. Los médicos deben esforzarse en el avance de la ciencia médica y hacer conocidos sus descubrimientos a través de publicaciones y otros medios de comunicación. Esto anima a los médicos a innovar y a compartir los avances resultantes.
El uso de patentes, secretos comerciales, acuerdos de confidencialidad y otros medios de limitar la disponibilidad de procedimientos médicos impone una limitación significativa en la diseminación del conocimiento médico, y por tanto no es ético.’

El 9 de junio de 2014 Edward Tobinick se querelló contra la Society for Science-Based Medicine, SGU Productions (los productores del podcast the Skeptics’ Guide to the Universe), Yale University y contra Steven Novella por libelo, publicidad engañosa y otros delitos.

La querella decía:

‘in violation of the Lanham Act, Novella has and continues to publish a false advertisement disparaging Plaintiffs entitled Enbrel for Stroke and Alzheimer's, (the 'Advertisement) and implying that the INR plaintiffs' use of entanercept is ineffective and useless; and "The Advertisement is extremely inflammatory and defamatory in nature as it contains multiple false and misleading statements of fact regarding Plaintiffs.‘
‘En violación del Acta Lanham, Novella ha publicado y continúa publicando publicidad falsa y despreciativa hacia los querellantes en el Anuncio Enbrel para ictus y Alzheimer, implicando que el uso del entanercept por parte de los querellantes es inútil y no efectivo, y que el Anuncio es extremadamente inflamatorio y difamatorio en su naturaleza y contiene múltiples afirmaciones falsas y engañosas sobre los hechos relacionados con los querellantes.’

En junio de 2015 diferentes jueces habían desestimado las querellas contra la Society for Science-Based Medicine, SGU Productions, Yale University y sólo se mantenía la querella contra Steven Novella.
Steven Novella abrió una línea de donaciones entre los oyentes del podcast The Skeptics' Guide to the Universe y los lectores del blog sciencebasedmedicine para su defensa legal que en junio de 2015 había recaudado el 20% de los costes procesales. En junio de 2015 Novella afirmó en el pódcast The Skeptics' Guide to the Universe que los costes de su defensa ya ascendían a una cantidad de 6 cifras, por lo que ya superaban los 100 000 USD.
El 30 de septiembre de 2015 un juez de Florida desestimó las querellas de Edward Tobinick contra Steven Novella.

## Vida personal
Tiene dos hijas. Tuvo que asistir al parto de una de ellas en el salón de su casa porque se precipitó el alumbramiento.
Es un gran aficionado a la fotografía y a la botánica.
Su padre Joe Novella Sr. falleció en agosto de 2017 a los 86 años por un infarto de corazón.